# Артистичне плавання на Чемпіонаті Європи з водних видів спорту 2022 — група, технічна програма
Змагання з артистичного плавання у технічній програмі груп на Чемпіонаті Європи з водних видів спорту 2022 відбулись 11 серпня.

## Результати[3]
| Місце | Країна          | Спортсменки | Оцінка  |
| ----- | --------------- | --- | ------- |
| 1     | Україна         | Марина Алексіїва Владислава Алексіїва Олеся Дерев'янченко Марта Фєдіна Вероніка Гришко Ангеліна Овчиннікова Анастасія Шмоніна Валерія Тищенко         | 92.5106 |
| 2     | Італія          | Доміціана Каванна Лінда Черруті Констанца Ді Камілло Констанца Ферро Джемма Галлі Марта Якоаччі Марта Мурру Енріка Пікколі                            | 90.3772 |
| 3     | Франція         | Амбр Ено Лора Гонесалес Маїсса Жермо Оріан Жаярдон Морін Дженкінс Роман Люнель Ев Планекс Шарлотт Трембл                                              | 88.0093 |
| 4     | Греція          | Марія Алзігкузі Коміні Елені Фрагкакі Крістеленія Джялама Данай Каріорі Іфігенейя Кроммідакі Софія Малкогеоргу Андріана Масікевич Марія Карапанагіоту | 87.1274 |
| 5     | Ізраїль         | Шеллі Бобріцкі Майя Дорф Ной Газала Катерін Кунін Ніколь Нахшонов Аріель Нассі Поліна Прікажчікова Шані Шарайзін                                      | 82.9956 |
| 6     | Велика Британія | Кейт Шортман Ізабелл Торп Даніелла Ллойд Лаура Турбервілль Ізобель Блінкгорн Робін Сватман Ізобель Девіс Міллсент Костелло                            | 81.4116 |
| 7     | Швейцарія       | Ілона Фахрні Емма Гросвенор Ладіна Ліппунер Мілла Морель Софі Мюнтенер Бабоу Счупбах Алісія Семон Фанні Семон                                         | 81.2375 |
| 8     | Сербія          | Міліца Дурашінович Софія Джіпкович Марта Йованович Єлена Контич Діана Манойлович Сара Стоянович                                                       | 70.1633 |